# Össeby församling
För församlingen med detta namn som fanns före 1838, se Össeby-Garns församling.
Össeby församling är en församling i Svenska kyrkan i Roslags kontrakt i Stockholms stift. Den ligger i Vallentuna kommun och utgör ett eget pastorat.  	

## Administrativ historik
Össeby församling bildades år 2006 genom sammanläggning av Angarns församling, Kårsta församling, Vada församling och Össeby-Garns församling och bildar därefter ett eget pastorat. Området motsvarar "storkommunen" Össeby landskommun som fanns 1952–1970.

## Församlingens kyrkor
- Össeby-Garns kyrka
- Össeby kyrkoruin
- Angarns kyrka
- Kårsta kyrka
- Vada kyrka